# Читтагонг
Читтагонг (бенг. চট্টগ্রাম) — город на юго-востоке Бангладеш; административный центр одноимённого округа и области страны. Второй по населению город страны и важнейший порт Бангладеш. Расположен на берегу Бенгальского залива в 211 км от столицы Дакки.

## Этимология
Этимология топонима «Читтагонг» неясна. Одна из версий возводит его к названию, данному первыми арабскими купцами — шатт-ганг (араб. شط غنغ‎), где шатт означает «дельта», а ганг  — реку Ганг, то есть «город в дельте Ганга». Хроника королевства Аракан упоминает, что король Аракана после завоевания Бенгалии установил каменный столб на месте, названном Цет-та-гаунг, в качестве границы своих владений в 311 году, что соответствует 952 году н. э. Эта каменная колонна с надписью цет-та-гаунг, означающая «вести войну нехорошо», по-видимому, действительно существовала. 
Существует другая топонимическая легенда, связывающая название города с распространением ислама, согласно которой некий мусульманин зажёг чати («лампу») на вершине холма в городе и призвал (азан), чтобы люди приходили на молитву.
Местное название города (на бенгальском или читтагонгском) — Чатга (бенг. চাটগা), которое является искажением Чатгао (бенг. চাটগাঁও) или Чатгао (бенг. চাটিগাঁও), и официально — Чоттограмма (бенг. চট্টগ্রাম) несёт значение «деревня или город Чатта» («Чатта» — возможно, название касты или племени). Таким образом, бенгальское название Чоттограма, китайское Ца-ти-Кианг и европейское Читтагонг являются всего лишь искажёнными версиями араканского названия Цет-та-гаунг.
Портовый город был известен в истории под различными именами, в том числе Чатигаон, Чатигам, Чаттаграма, Исламабад, Чаттала, Чайтябхуми и Порто-Гранде де Бенгала. В апреле 2018 года правительство Бангладеш решило, что английское правописание изменится с «Читтагонг» (англ. Chittagong) на «Чаттограм» (англ. Chattogram), чтобы название звучало похоже на правописание на бенгали.

## История
Город известен с I века нашей эры.

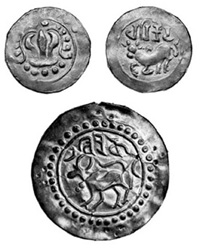
Древние монеты Читтагонга, XII век

Арабский автор Идриси описывает активную морскую торговлю между Басрой и Читтагонгом в XII столетии.
В 1338 году Факхруддин Мубарак Шах захватил Читтагонг. Он построил дорогу от Чандпура до Читтагонга.
В 1538 году араканцы восстановили своё правление. Моголы захватили Читтагонг в 1666 году.
С 1538 по 1666 год португальцы совершали набеги на Читтагонг и практически правили в нём.
С 1760 года город принадлежит Ост-Индской компании.
Во время Второй мировой войны Читтагонг был мишенью атак для японцев, но они так и не смогли захватить город, как и Британскую Индию.
В 1947—1971 принадлежал Пакистану, с 1971 года после войны за независимость принадлежит Бангладеш. Отсюда по стране разошлась весть об объявлении независимости страны.
В конце апреля 1991 года на Читтагонг обрушился один из самых смертоносных циклонов в истории Бангладеш; только в самом городе погибло около сорока тысяч человек (в основном женщины и дети).

## Разминирование порта после войны за независимость

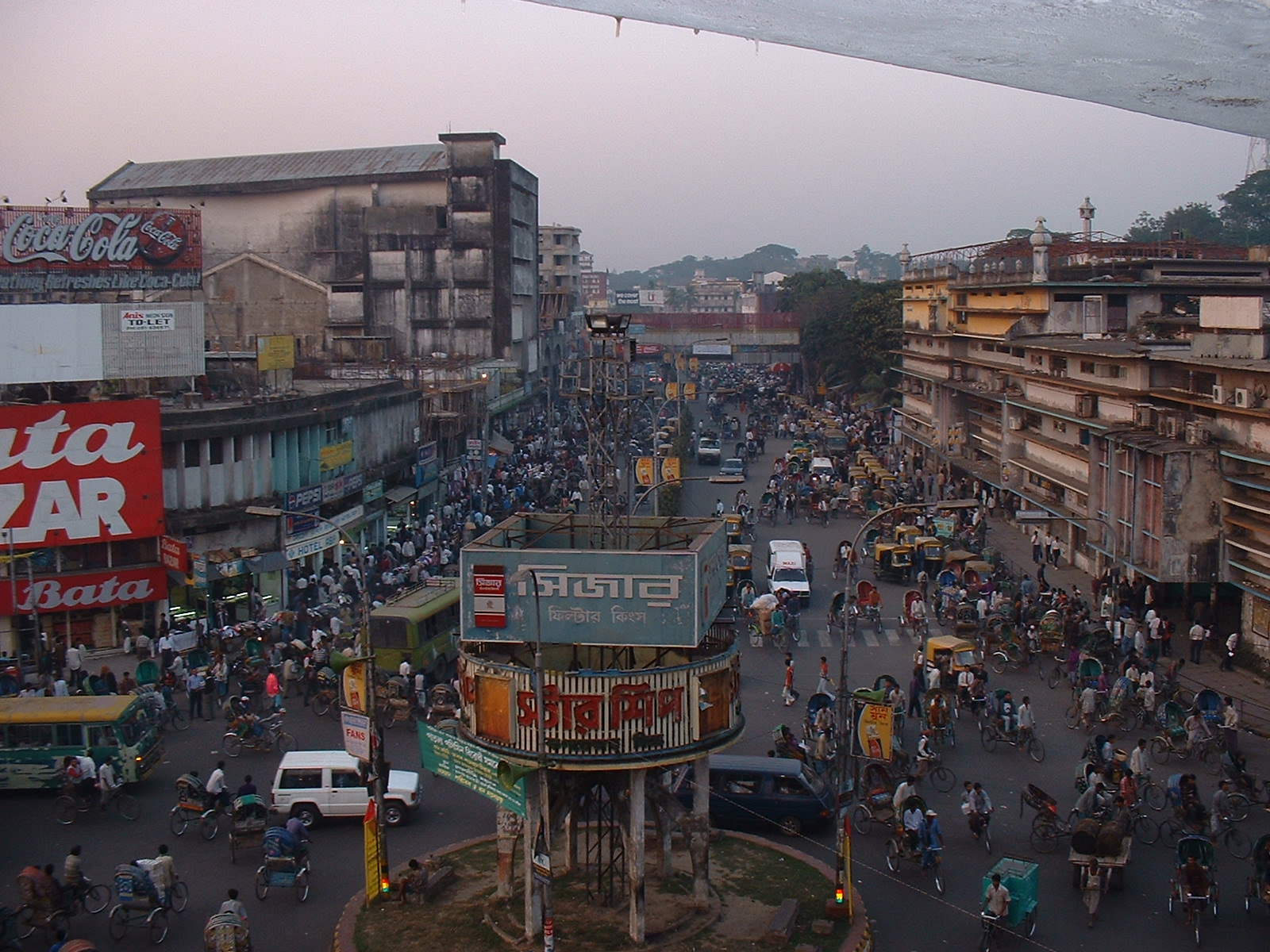
Центр города, 2002 год

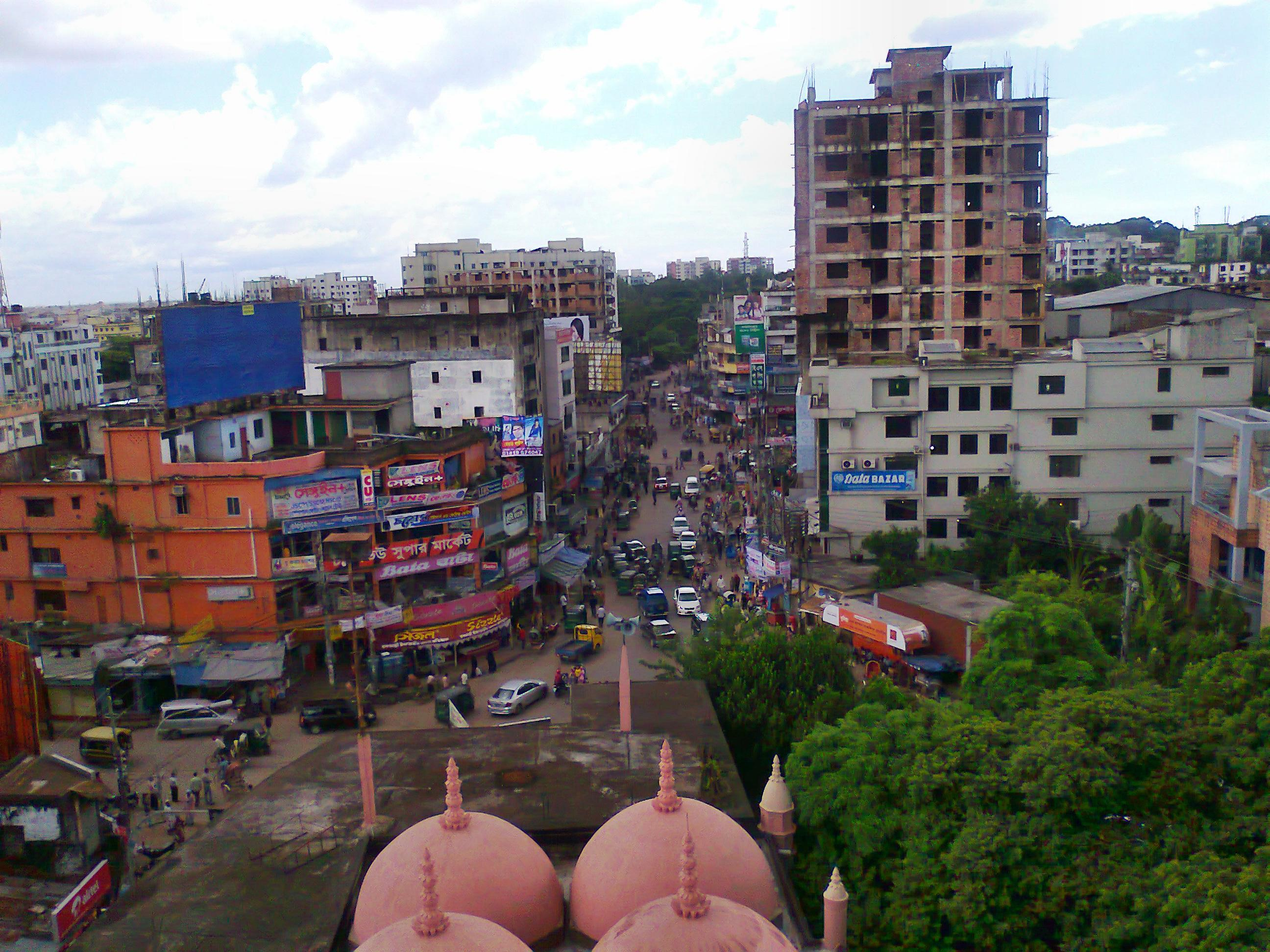
Базар и мечеть, 2011 год

В результате войны причалы и акватория порта оказались заминированными, а фарватеры и места у причалов были перекрыты затопленными судами. Доставка продовольствия оказалась заблокированной, над получившей независимость страной нависла угроза голода.

Бенгальский лидер Муджибур Рахман обратился к руководству СССР с просьбой помочь освободить порты его страны от затопленных кораблей и протралить минные поля. Командование Тихоокеанского флота получило директиву готовить экспедицию для разминирования Бенгальского залива и подъёма затонувших судов. В Читтагонг была направлена группа экспертов, в состав которой вошли минёры ВМФ, сотрудники 40-го Государственного института аварийно-спасательного и глубоководного водолазного дела, а также представители гражданской организации «Совсудоподъём» Министерства морского флота СССР. Работы начались 2 апреля 1972 г. и 24 июня 1974 г. были завершены. Они проводились в крайне неблагоприятных климатических условиях, в условиях интенсивного движения судов, мутной воды, малых глубин, отсутствия карт и документов на минные поля и типы применявшихся мин; дно акватории было засорено затонувшими судами разных размеров. Затонувшие суда глубоко — от 3 до 10 метров — погрузились в ил. Международные эксперты прогнозировали возврат порта к нормальной деятельности лишь через 2-3 года.

Капитан порта Камал в те годы говорил: 

«Спасательные работы ведутся в очень сложной обстановке, с которой столкнулись здесь, в Читтагонге, советские моряки. Мы — опытные моряки, и то нам в этих условиях бывает трудно. И все-таки я приятно удивлен, как дружно они работают, все — от адмирала до матроса. Я много плавал, многое видел, но такого ещё не приходилось. Советские моряки творят чудеса. По мнению многих специалистов, на восстановление порта требовались годы, но годы стали месяцами. Разве это не чудо? Если бы меня спросили, какая самая популярная страна в Читтагонге, я бы ответил — Советский Союз». 

30 мая 1981 года в Читтагонге во время неудачного переворота был убит президент Зиаур Рахман.

## Климат
Читтагонг характеризуется муссонным климатом. Средние суточные температуры января находятся в диапазоне от 12° до 25° С. Лето жаркое, дождливое, средняя температура самого жаркого месяца (апреля) — 23—34° C. Максимальная температура — +38, минимальная — +5. Среднее годовое количестве осадков — 2000—3000 мм.

## Население
Население города составляет около 4 млн человек, из которых 54,36 % — мужчины и 45,64 % — женщины. Плотность населения — около 15 280 чел/км². Примерно 83,92 % населения города исповедуют ислам; 13,76 % — индуизм; 2,01 % — буддизм; 0,11 % — христианство и 0,2 % — другие религии. Основным языком населения является читтагонгский диалект бенгальского, который иногда считается отдельным языком.

## Экономика
Читтагонг — крупный промышленный центр. В городе и прилегающих к нему районах находится до 40 % всей тяжёлой промышленности Бангладеш, включая нефтеперерабатывающую, сталелитейную, автомобильную, химическую и другие отрасли. Кроме того развиты производство цемента, удобрений и кабелей, фармацевтическая и трикотажная промышленности, переработка сельскохозяйственной продукции и др.
Крупнейший порт страны, на который приходится до 80 % всего экспорта и импорта Бангладеш. Экспорт морским путём включает одежду, джут и изделия из него, кожу, чай, химические вещества. Такое выгодное положение города привлекает инвесторов. В Читтагонге находится большое количество банков.

## Транспорт

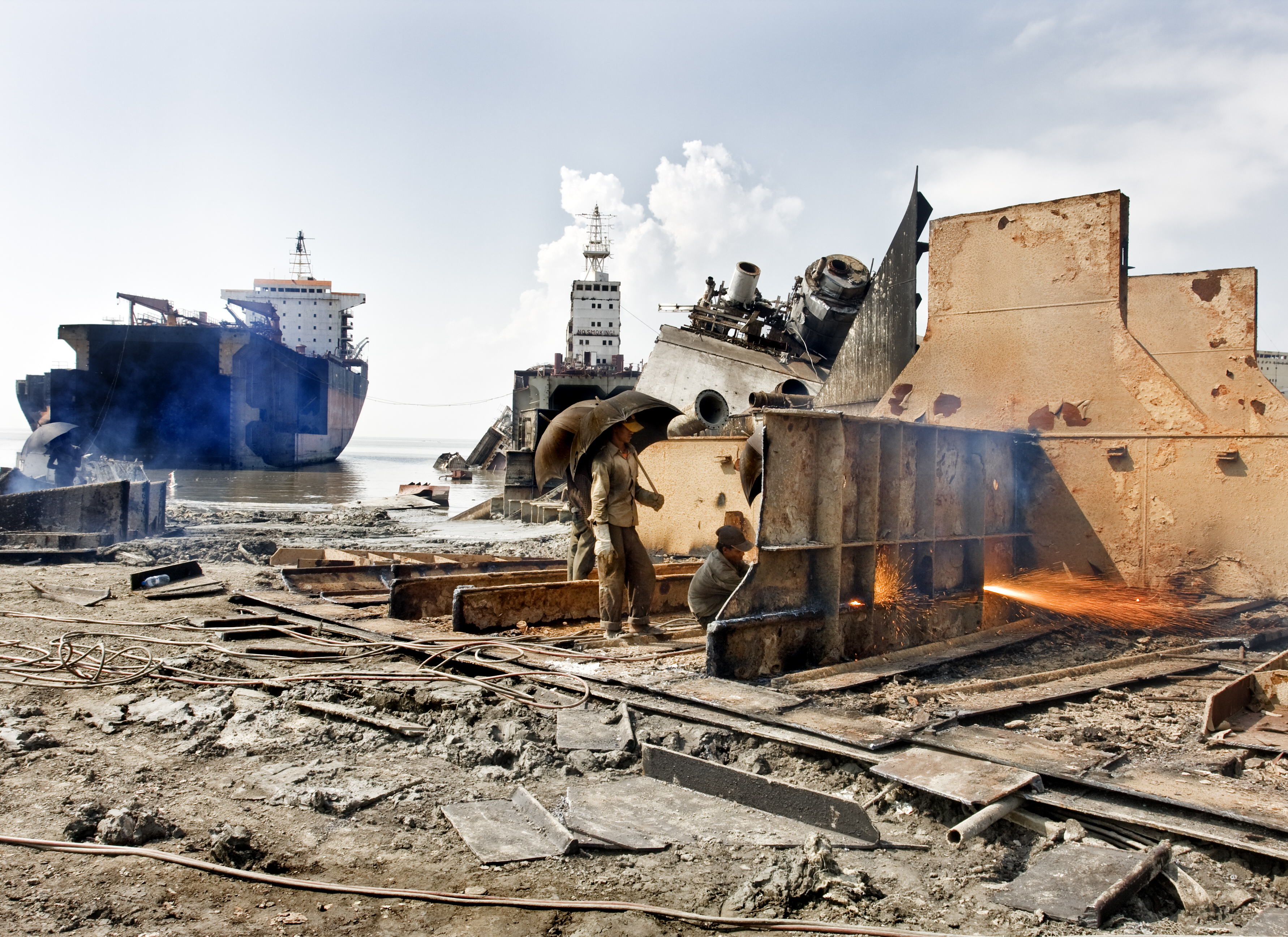
Утилизация кораблей в Читтагонге

Международный аэропорт «Шах Аманат» находится в 20 км от деловой части города и в 18,5 км от железнодорожного вокзала. Это второй по загруженности аэропорт Бангладеш. Рейсы включают такие основные направления, как Калькутта, Абу-Даби, Дубай, Дакка, Бангкок, Доха, Кувейт, Маскат и др.

## Кладбище кораблей в Читтагонге
В Бангладеш слабо контролируются экологические нормы и доступно много дешевых трудовых ресурсов, благодаря чему в Читтагонге утилизируется почти половина мирового объёма списанных судов. Местное предприятие по утилизации судов считается крупнейшим в мире и крайне опасным для его работников, коих насчитывается около 200 тысяч.

## Достопримечательности
- Песчаный пляж Патенга[12]
- Храм Баязид Бостами
- Старый город Садаргхат
- Мавзолей Хазрата Шаха Аманата Хана
- Этнологический музей
- Мемориальное кладбище
- Парк развлечений на озере Фой
- Парк Мини-Бангладеш
- Парк Бабочек

## Города-побратимы
- Куньмин, Китай
- Вьентьян, Лаос
- Калькутта, Индия